# Olszanka (województwo opolskie)
Olszanka (niem. Alzenau) – wieś w Polsce, położona w województwie opolskim, w powiecie brzeskim, w gminie Olszanka.

## Nazwa
Miejscowość została wymieniona w formie Alznow w łacińskim dokumencie wydanym w 1359 roku w Brzegu. Od 1945 r. polska nazwa brzmiała: Aleksandrowo, którą 12 listopada 1946 r. zmieniono na Olszanka.

## Zabytki
Do wojewódzkiego rejestru zabytków wpisany jest:
- dwór, murowano-szachulcowy, z XVIII w., XX w.

## Szlaki turystyczne
- Brzeg - Krzyżowice - Gierszowice - Olszanka - Pogorzela - Jasiona - Michałów - Lipowa - Przylesie Dolne - Grodków